# Parameta defecta
Parameta defecta is een spinnensoort in de taxonomische indeling van de strekspinnen.
Het dier behoort tot het geslacht Parameta. De wetenschappelijke naam van de soort werd voor het eerst geldig gepubliceerd in 1906 door Embrik Strand.